# Toéssin (Rollo)
Pour les articles homonymes, voir Toéssin.
Ne doit pas être confondu avec Toéssin-Foulbé.
Toéssin est une localité située dans le département de Rollo de la province du Bam dans la région Centre-Nord au Burkina Faso. En 2006, cette localité comptait 1 045 habitants dont 54,8% de femmes.

## Éducation et santé
Le centre de soins le plus proche de Toéssin est le centre de santé et de promotion sociale (CSPS) de Rollo tandis que le centre médical avec antenne chirurgicale (CMA) de la province se trouve à Kongoussi.